# ديفيد سيمان
ديفيد سيمان (بالإنجليزية: David Seaman) ، من مواليد 19 سبتمبر 1963، لاعب كرة قدم إنجليزي سابق بدأ مسيرته مع نادي ليدز يونايتد 1981–1982 ثم انتقل إلى بيتربروف يونايتد 1982–1984 ثم إلى برمنغهام سيتي 1984–1986 ثم كوينز بارك رينجرز 1986–1990، ثم عاش عصرة الذهبي مع آرسنال 1990–2003 حيث حقق العديد من الألقاب وساعد فريقه آرسنال على تحقيق كأس إنجلترا على حساب شيفيلد يونايتد عندما تصدى لكرة بشكل رائع وأنهى مسيرته الكروية مع نادي مانشستر سيتي 2003–2004 .
لعب مع منتخب إنجلترا لكرة القدم و كان من افضل حراس المنتخب الانجليزي

## مسيرته الكروية
لعب ديفيد سيمان خلال مسيرته الاحترافية مع 6 أندية في أربعة وعشرون موسمًا ولم يسجل خلالها أي هدف ضمن 731 مباراة. حيث فاز في أربعة مواسم بالكأس وفي ثلاثة مواسم بالدوري.
خاض ديفيد سيمان مسيرته مع نادي ليدز يونايتد في موسم 1981–82 لمدة موسم واحد، لم يشارك في أي مباراة ولم يسجل أي هدف. ثم انتقل إلى نادي بيتربورو يونايتد في موسم 1982–83 واستمر معه طيلة ثلاثة مواسم، حيث شارك في 91 مباراة ولم يسجل أي هدف أيضًا. لينتقل بعدها إلى نادي برمنغهام سيتي في موسم 1984–85 ولمدة موسمين، مشاركًا في 75 مباراة ولم يسجل أي هدف أيضًا. ثم انتقل إلى نادي كوينز بارك رينجرز في موسم 1986–87 ليلعب معه أربعة مواسم، مشاركًا في 141 مباراة ولم يسجل أي هدف أيضًا. هذا وانتقل لاحقًا إلى نادي أرسنال في موسم 1990–91 ليلعب معه ثلاثة عشر موسمًا، مشاركًا في 405 مباراة ولم يسجل أي هدف أيضًا. ثم انتقل بعدها إلى نادي مانشستر سيتي في موسم 2003–04 لمدة موسم واحد، مشاركًا في 19 مباراة ولم يسجل أي هدف أيضًا.

## روابط خارجية
- ديفيد سيمان على موقع IMDb (الإنجليزية)
- ديفيد سيمان على موقع قاعدة بيانات الفيلم (الإنجليزية)

- ديفيد سيمان على موقع الاتحاد الدولي (مؤرشف)  (الإنجليزية)
- ديفيد سيمان على موقع الاتحاد الأوربي (الإنجليزية)
- ديفيد سيمان على موقع قاعدة بيانات كرة القدم.إي يو (الإنجليزية)
- ديفيد سيمان على موقع ناشيونال فوتبول تيمز (الإنجليزية)
- ديفيد سيمان على موقع Soccerbase.com (لاعب) (الإنجليزية)
- ديفيد سيمان على موقع Soccerway.com (الإنجليزية)
- ديفيد سيمان على موقع عالم كرة القدم.نت (الإنجليزية)
- ديفيد سيمان على موقع كووورة